# Силин, Василий Михайлович
Василий Михайлович Силин (?—1848) — генерал-майор, герой русско-шведской войны 1808—1809 годов, участник Отечественной войны 1812 года.
В военную службу вступил в конце XVIII века, первый офицерский чин получил в 1798 году .
В 1804 году произведён в майоры лейб-гвардии Гусарского полка. 30 октября 1806 года переведён в новосформированный Гродненский гусарский полк (впоследствии этот полк был переименован в Клястицкий). В рядах этого полка Силин принял участие в русско-шведской войне 1808—1809 годов. Состоял в отряде Кульнева, где командовал отрядной кавалерией, и действовал в Финляндии. За отличие в сражении при Сикайоки награждён орденом Св. Георгия IV класса (23 августа 1808 года, № 2000 по списку Григоровича — Степанова и № 908 по списку Судравского). За другие отличия во время этой войны он 15 февраля 1809 года был удостоен золотого оружия с надписью «За храбрость» .
В 1812 году принял участие в отражении нашествия Наполеона в Россию, отличился в первом сражении при Полоцке.
В 1815 году произведён в полковники, 10 февраля 1816 года назначен состоять по кавалерии. С 1831 года — генерал-майор . 31 декабря 1835 года уволен в отставку с мундиром и пенсионом полного жалованья. Скончался в 1848 году.